# Moq
moq ist eine freie (BSD-Lizenz) Programmbibliothek zum Erstellen von Mock-Objekten für Unit-Tests in .NET-Programmiersprachen.

## Geschichte
moq wurde ursprünglich von Clarius, Manas und InSTEDD entwickelt.
Die Entwickler mit den meisten Commits nennen sich Jeremy Meng, stakx und Daniel Cazzulino.

## Verwendung
Das q anstelle von ck im Namen soll auf die Möglichkeit hinweisen, Mock-Objekte mit einer an LINQ orientierten Syntax zu konfigurieren. Alternativ dazu stehen auch Setup-Methoden zur Verfügung. Beide Konfigurationsmöglichkeiten arbeiten mit Lambda-Funktionen.
moq kann sowohl mit Interfaces als auch mit Klassen verwendet werden, z. B. für .NET-Framework-Objekte beim Unit-Testen von ASP.NET-MVC-Anwendungen.

## Beispiel
Ein Mock-Object für das fiktive Interface IVersion wird nach Konfiguration eines Methodenaufrufs mit Parameter- und Rückgabewert auf Zustand und Verhalten getestet.
```
// Setup mock for notional IVersion interface
IVersion version = Mock.Of<IVersion>(x => x.Exists("4.7.142") == true);
```

```
// Assert the returned state
Assert.IsTrue(version.Exists("4.7.142"));
```

```
// Optionally verify mock interaction
Mock.Get(version).Verify(x => x.Exists("4.7.142"), Times.Exactly(1));
```

Dieses Beispiel wurde in C# programmiert und mit Visual Studio 2015 überprüft.

## Verbreitung
moq wurde seit dem 9. Februar 2011 mehr als 126 Millionen Mal als NuGet-Paket heruntergeladen.